# Rock strumentale
Il rock strumentale, conosciuto anche con il nome inglese di instrumental rock, è un termine generico teso ad identificare quei brani o quegli artisti di genere rock che prediligono la componente strumentale a quella vocale: quest'ultima per la maggior parte è praticamente assente.
Essendo una definizione generica, non esistono dei canoni ben precisi per questo genere musicale: composizioni largamente strumentali si possono riscontrare un po' ovunque nel rock.
Molti sono gli artisti che nel corso della propria carriera si sono concentrati sulla realizzazione di opere interamente strumentali nel rock: Buckethead, Joe Satriani, Steve Vai, Link Wray, Eric Johnson, Chuck Berry, The Surfaris, Dick Dale, The Ventures, The Shadows, Jeff Beck, Paul Gilbert, Booker T. & the M.G.'s e The Champs.
Al giorno d'oggi il termine rock strumentale è divenuto sinonimo di rock sperimentale, rock progressivo, fusion o post-rock, poiché nella maggior parte delle opere di questi generi musicali sono quasi del tutto assenti le parti vocali. In realtà, quando nacque il rock & roll, prima ancora dell'esplosione della British invasion, erano più gli artisti e i complessi che suonavano musica strumentale che cantata. Negli anni a venire, saranno sempre più gli artisti progressive rock e influenzati dal jazz a realizzare composizioni interamente strumentali.